# 山田順一 (衆議院議員)
山田 順一（やまだ じゅんいち、1856年9月11日（安政3年8月13日） - 1919年（大正8年）10月19日）は、日本の政治家、衆議院議員（1期）。名は篤敬、字は子信、号は忠焉齋、旧姓飯塚。

## 経歴
越後国刈羽郡新道村(のち新潟県刈羽郡日高村→高田村、現・柏崎市)生まれ。神奈川県立修文館で英語を学び、東京湯島共貫義塾を経て、麻布学農社で農学を学ぶ。新潟県会議員、刈羽郡連合会議員、同議長、郡教育会議員、同議長、学務委員、両田尻村(現・柏崎市)外七ヶ村戸長、郡所得税調査委員、徴兵参事員、田尻村会議員、刈羽郡会議員、同議長代理となる。第百三十九国立銀行取締役、柏崎物産(株)社長、越後セメント取締役、柏崎米穀取引所理事長、宝(株)石油、日東石油(株)各取締役、七十七銀行、石地銀行各監査役を務めた。
1899年、牧口義方の死去による新潟6区の補欠選挙に立候補して当選する。衆議院議員を1期務め、1902年の第7回衆議院議員総選挙は不出馬。1919年に死去した。

## 家族
- 実父・飯塚弥兵衛 ‐ 刈羽郡新道村の大地主。飯塚家は同郡を代表する有力者
- 養父・山田六藤治 ‐ 上田尻村の豪農
- 兄・飯塚弥一郎
- 弟・渋谷善作
- 親戚・関矢孫一 ‐ 娘婿の甥